# 威廉·帕特里克·迪恩
威廉·帕特里克·迪恩爵士，AC，KBE，QC（Sir William Patrick Deane，1931年1月4日—），前澳大利亚联邦高等法院大法官、第22任澳大利亚总督。
迪恩生于维多利亚州墨尔本。1963年在昆士兰州任辩护律师。1977年任新南威尔士州最高法院法官，同年转任澳大利亚联邦法院法官，1982年至1995年8月任联邦高等法院大法官。1996年2月就任澳第22届总督，2001年6月卸任。
| 前任： 比尔·海登 | 澳大利亚总督 1996年2月16日 - 2001年6月29日 | 繼任： 彼得·约翰·霍林沃思 |